# Winesap (település)
Winesap az Amerikai Egyesült Államok északnyugati részén, Washington állam Douglas megyéjében elhelyezkedő kísértetváros.
Winesap postahivatala 1909 és 1944 között működött. A település korábban a Coles View nevet viselte.

## Fordítás
Ez a szócikk részben vagy egészben  a   Winesap, Washington című angol Wikipédia-szócikk ezen változatának fordításán alapul.  Az eredeti cikk szerkesztőit annak laptörténete sorolja fel. Ez a jelzés csupán a megfogalmazás eredetét és a szerzői jogokat jelzi, nem szolgál a cikkben szereplő információk forrásmegjelöléseként.